# T14 Heavy Tank
T14 Heavy Tank — czołg ciężki z okresu II wojny światowej projektowany wspólnie przez Amerykanów i Brytyjczyków. 

## Historia
Prace projektowe rozpoczęto w 1941 roku. Czołg posiadał wiele elementów zaczerpniętych z czołgu średniego M4. Miał jednak pogrubiony pancerz i nowy silnik typu Ford. W marcu 1942 Brytyjczycy zamówili 8500 sztuk tego czołgu. Dwa prototypy powstały dopiero w 1943 roku. Próby wykazały jednak usterki transmisji.  W 1944 roku jeden prototyp został wysłany na próby do Wielkiej Brytanii. W tym jednak czasie Brytyjczycy zrezygnowali z konstruowania nowego czołgu ciężkiego, pozostawiając w uzbrojeniu czołg A22 "Churchill". 
Po wycofaniu się Brytyjczyków, prace nad czołgiem przerwano w grudniu 1944 roku.